# Veverița fricoasă
Veverița fricoasă (engleză Scaredy Squirrel) este un serial de animație canadian bazat pe seria de cărți Scaredy Squirrel de Mélanie Watt. Serialul a avut premiera pe 1 aprilie 2011 pe YTV în Canada și pe 9 august 2011 pe Cartoon Network în Statele Unite. Ultimul episod a fost difuzat în Canada pe 17 august 2013.
Serialul a avut premiera în România pe 13 iunie 2015 pe Megamax.

## Rezumat
Serialul urmărește aventurile lui Scaredy, un veverițoi antropomorfic portocaliu, și cel mai bun prieten al său Dave, un sconcs albastru. Năzdrăvăniile lor iau loc în orașul fictiv Balsa City, și deseori la supermarketul local Stash "N" Hoard, unde Scaredy lucrează ca un stivuitor.

## Episoade

### Sezonul 1
1. Pranks for Nothing / Fistful of Quarters
2. Children of the Acorn / Awaken the Slacker Within
3. Way of the Fishlips / The Golden Paddleball
4. Luck Be a Penny / How to Succeed in Groceries
5. Lumberjack Day / Suggestion Box Blues
6. Tubtastic Duo / Mrs. Nestor's Mother's Momma
7. A Slicky Situation / Cowlicked
8. Water Damage / Live Saver
9. Who's Your Paddy / Snerd Envy
10. Dream Weaver / Chili Con Scaredy
11. The Coast Is Fear / The Madness of King Nutbar
12. There Is No "I" in Groceries / When Thugs Attack
13. Camp or Consequences / Fairweather Squirrel
14. Aisle of the Dead / Where the Stink At?
15. Stackinator / Halloweekend
16. Rockabye Rock / Hammock Havoc
17. It's Not Easy Being Green / The Corgin
18. Nothing But the Tooth / From Rodent With Love
19. Paddle Dogs / Looking for Richard
20. Fancy Some Tea? / Mr. Perfect Balsa
21. Shop Cop / Acting Silly
22. Seth Is a Salesman / Less Nestorman
23. Neat Wits / Mall Rats
24. The Great Mistack / A Squirreled Away Treasure
25. Perfect Pickle / Goat Police
26. Jawhead / Store Wars

### Sezonul 2
1. Grand Ole Grocery / Grounded Hog
2. Talented Mr. Peacock / Hiccup Hicdown in Balsatown
3. Lean Green Fighting Machine / Nutters Almanac
4. I Think Therefore I Clean / Soup of a Nova
5. Extrasquirrelstrial / To Cat a Thief
6. Inskunktion / Double Double Squirrel in Trouble
7. A New Dave / Empty Nestor Syndrome
8. Breaking the Mold / Hip To Be Squirrel
9. Captain Squirrel / Nobody Loves Hatton
10. Stash n Hoarder / Ice Ice Scaredy
11. The Paddy Party Problem / Hamsticorn
12. Freaky Fur Day / Mascot in the Act
13. Double Oh Oops / Stack To School
14. Store Trek / Safety Corner Conundrum

### Sezonul 3
1. Adventures in Frogsitting / Straighten Up and Flu Fright
2. Abracagrandma / Momma Lisa Smile
3. Arachnofriendly / 28 Daves Later
4. Day of the Stackal / The Dave n Dave
5. Ice Cream Headache / Buck Up Buck
6. Three Alarm Flyer / Driving Miss Davey
7. Great Dave / Fudeg-Filled Fib
8. Rockin' Richard / Misfortune Teller
9. Trophy Catastrophe / Encino Squirrel
10. My Udder Best Friend / Lost in Donations
11. Double Decker Danger / Actually it is Rocket Science
12. For a Few S'Mores More / Sinker, Sailor, Squirrel, Spy